# Castell de la Granadella
El castell de la Granadella és una obra declarada bé cultural d'interès nacional del poble de la Granadella (Garrigues) de la qual resten alguns vestigis. Es troba a l'extrem més oriental d'un serrat rocós que té la superfície superior aplanada.

## Història
No es coneixen les cartes de repoblament dels llocs de la baronia de la Granadella però els arxius capitular i municipal de Lleida forneixen força dades dels llinatges repobladors del territori. La primera menció escrita del nucli i castell de la Granadella es troba el 1181, moment en què Guillem III de Cervera cedí el castell amb el seu terme a Pere Mascarell amb les mateixes condicions que havia establert anys abans sobre el dit feu a Ferrer de Castellnou. No obstant això, el domini del castell estigué durant tota l'edat mitjana a mans del llinatge dels Moliner, ciutadans de Lleida. Així, Pere IV Moliner (o Pere III), que tenia els llocs esmentats com a simple senyoria o possessió alodial, comprà el 1359 a Pere III el Cerimoniós tota la jurisdicció, amb el mer i mixt imperi, dels castells de la Granadella, Granyena de les Garrigues i  Torrebesses, per 14 000 sous barcelonesos. En la Guerra civil catalana contra  Joan II, la baronia es mantingué fidel a la Generalitat de Catalunya i els castells de la Granadella, Bovera i Granyena no es reteren fins al 1464, a la caiguda de Lleida. El 1508, Pere de Moliner era senyor efectiu de la baronia de la Granadella.
El lloc estigué en mans dels Moliner durant tota l'edat mitjana i, de fet, no deixen de tenir-ho fins al s. XVII, quan passà a la família Gomar que la conserva fins a finals de l'antic règim. Aleshores, la baronia de la Granadella, que comprenia també Torrebesses, Granyena, Bovera i Bellaguarda, passà al domini de la família Gomar que la conservà fins a l'abolició dels senyorius jurisdiccionals al segle xix. P. Madoz, l'any 1847 parla d'«un castillo muy antiguo, destruido por sus afueras y aunque se conserva por el centro, nada notable tiene que merezca describirse».

## Arquitectura
Els vestigis del castell estan situats a l'extrem més oriental d'un serrat rocós, a ponent del poble. Cal dir, però, que no conservem gran cosa ja que la construcció d'uns dipòsits d'aigua destruïren la meitat de llevant de la fortalesa. A ponent, en canvi, hi ha algunes zones on trobem restes. L'accés deuria estar al costat sud, on hi hauria una rampa. Les restes conservades corresponen possiblement al mur perimetral de la fortalesa, però el del nord està datat vers el segle xiii i el del sud, un segle posterior. També es conserven una sèrie d'estructures que es relacionen amb diverses activitats de producció econòmica realitzades al castell. Són diversos retalls excavats en la roca de dimensions variables i que corresponen a sitges, dipòsits, cups i altres elements sense identificar. Destaca un gran dipòsit de planta circular de més d'1 m. de fondària al qual s'accedeix mitjançant unes escales, situat en l'extrem sud-occidental. Malgrat tot, la major part del conservat es pensa que és ja d'edat moderna.
La construcció dels dipòsits d'aigua de la població sobre l'emplaçament de l'antic castell causà la seva destrucció irremeiable, especialment pel que fa a la meitat llevantina. A ponent va quedar un espai on encara s'observen restes, bàsicament, el basament de dos murs de pedra que es troben en la banda occidental dels dipòsits d'aigua i, concretament, sota la seva tanca.
La major part de les estructures visibles actualment, semblen correspondre a una fase posterior a l'edat mitjana. N'és característica comuna el fet que estan excavades a la crosta calcària que és el substrat basal del lloc. A la banda nord hi ha les restes d'un celler on s'aprecien tres murs de diferents moments que el devien tancar par la pat de ponent. L'accés es devia fer per la rampa del costat sud. A la banda meridional hi ha dos grans dipòsits rodons d'1 m de fondària que semblen relacionats amb l'activitat vinícola. El més oriental té un petit mur de carreuets inclinats que podria ser del recinte medieval del castell. Restes d'altres murs, de pilars i la boca d'una possible cisterna completen el conjunt. Un fort retall de 8 m d'amplada i 2 m de fondària delimita la zona d'estructures de la resta de l'altiplà; es podria interpretar com el fossat que protegia la fortalesa pel lloc més vulnerable, modificat avui dia pel pas d'un camí.